# Microstylum pollex
Microstylum pollex là một loài ruồi trong họ Asilidae. Microstylum pollex được Oldroyd miêu tả năm 1970. Loài này phân bố ở vùng nhiệt đới châu Phi.